# Основні оксиди
Осно́вні окси́ди — група оксидів, які проявляють осно́вні властивості і можуть бути отримані розкладанням відповідних основ. Вони утворюються тільки металами з низькою валентністю (не вище II) з киснем: сюди належать представники 1, 2, 11 та 12 груп періодичної системи хімічних елементів.

## Хімічні властивості

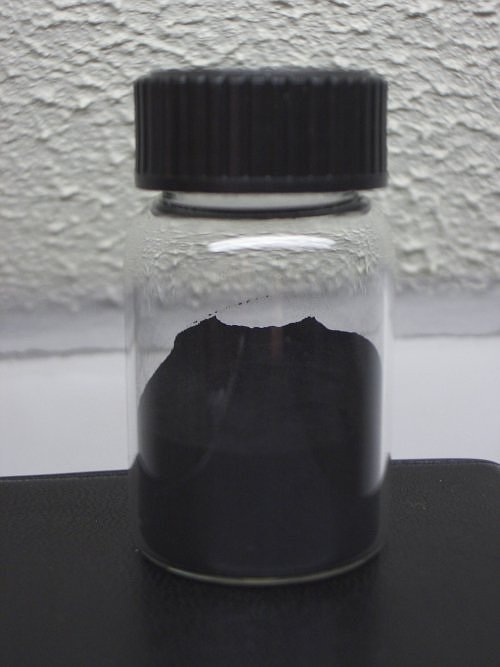
Оксид міді(II)

Осно́вні оксиди при взаємодії з кислотами чи кислотними оксидами, а також з амфотерними оксидами реагують з утворенням солей. Вони не взаємодіють з іншими осно́вними оксидами.
{\displaystyle \mathrm {CuO+2HCl\rightarrow CuCl_{2}+H_{2}O} }
{\displaystyle \mathrm {CaO+CO_{2}\rightarrow CaCO_{3}} }
{\displaystyle \mathrm {Na_{2}O+ZnO\rightarrow Na_{2}ZnO_{2}} }
Більшість осно́вних оксидів з водою безпосередньо не реагують, за винятком оксидів лужних і деяких лужноземельних металів, які при взаємодії утворюють гідроксиди:
{\displaystyle \mathrm {K_{2}O+H_{2}O\rightarrow 2KOH} }
{\displaystyle \mathrm {MgO+H_{2}O{\xrightarrow {100-125^{o}C}}Mg(OH)_{2}} }